# 兵庫県の観光地

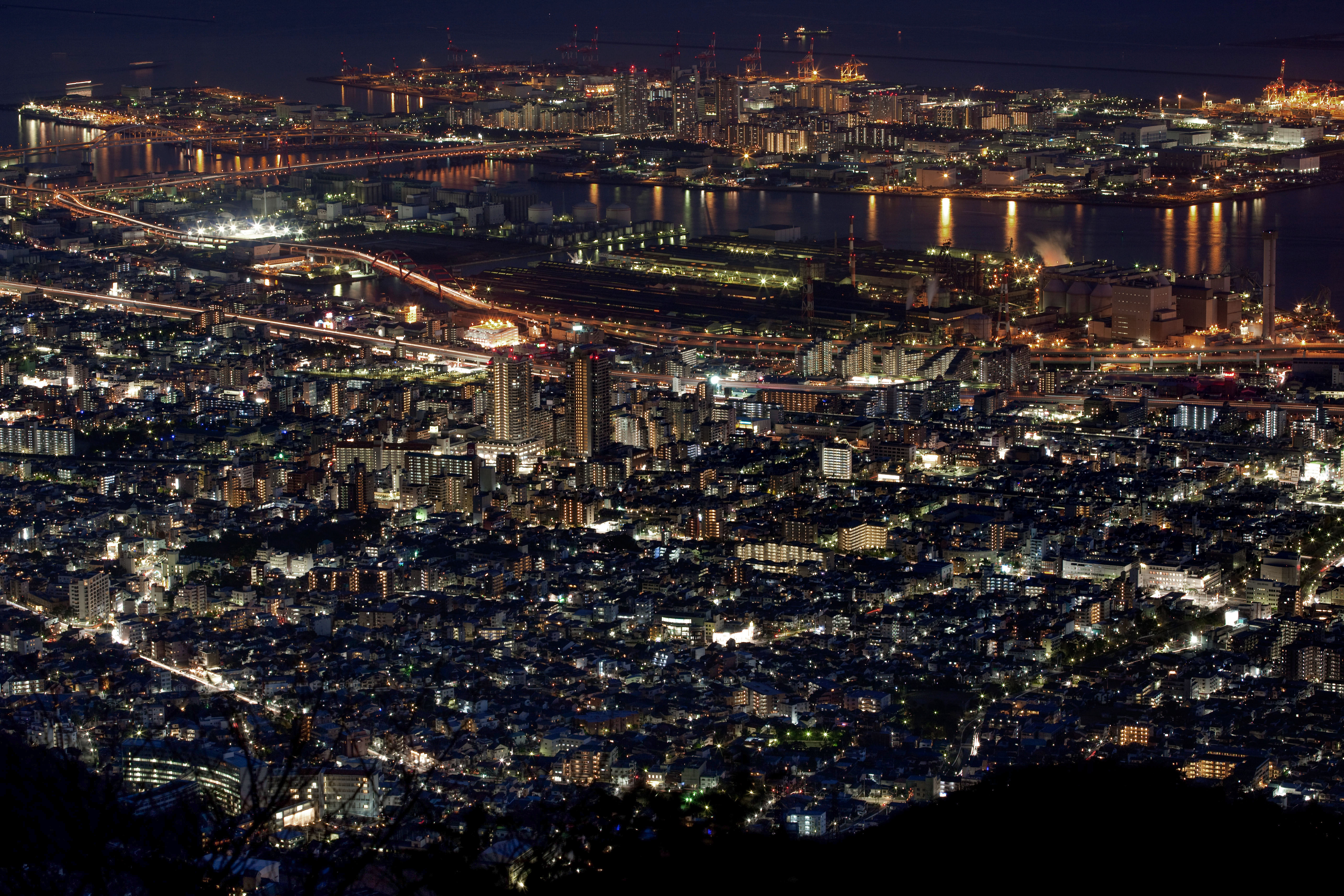
「百万ドルの夜景」。神戸・掬星台より

兵庫県の観光地（ひょうごけんのかんこうち）は、兵庫県内の主要な観光地に関する項目である。

## 対象別

### 文化財等

#### 世界遺産
- 姫路城

- 姫路城天守

#### 国宝建築
- 姫路城 - 大天守、乾小天守、西小天守、東小天守、イ・ロ・ハ・ニの渡櫓
- 一乗寺 - 三重塔
- 鶴林寺 - 太子堂、本堂
- 浄土寺 - 浄土堂
- 太山寺 - 本堂
- 朝光寺 - 本堂

- 鶴林寺太子堂
- 一乗寺三重塔
- 太山寺本堂
- 浄土寺浄土堂
- 朝光寺本堂

#### 国の名勝
- 但馬御火浦（新温泉町・香美町）
- 香住海岸（香美町）
- 旧大岡寺庭園（豊岡市）
- 安養院庭園（神戸市西区）
- 再度公園・再度山永久植生保存地・神戸外国人墓地（神戸市北区）
- 田淵氏庭園（赤穂市）
- 旧赤穂城庭園（赤穂市）
  - 本丸庭園
  - 二之丸庭園
- 慶野松原（南あわじ市）

- 但馬御火浦（下荒洞門）
- 香住海岸（今子浦）
- 田淵氏庭園
- 安養院庭園
- 旧赤穂城庭園

#### 重要伝統的建造物群保存地区
- 北野町山本通（神戸市）
- 篠山（丹波篠山市）
- 福住（丹波篠山市）
- 出石（豊岡市）
- 大屋町大杉（養父市）

- 北野町山本通
- 篠山
- 福住
- 出石
- 大屋町大杉

#### 重要文化的景観
- 生野鉱山及び鉱山町の文化的景観

- 生野鉱山及び鉱山町の文化的景観（口銀谷）

#### 重要文化財・史跡等
特別史跡
- 姫路城

- 国の特別史跡 姫路城
- 国の史跡 竹田城跡
- 近代化産業遺産 生野銀山
- 県指定名勝 鹿ヶ壺

#### 登録記念物
- 相楽園
- 東遊園地
- 小河氏庭園
- みとろ苑庭園
- 梶原氏（西梶原）庭園

- 相楽園
- 東遊園地

#### 県の景観条例に基づく指定制度
- 景観形成地区
- 広域景観形成地域 [1]
- 星空景観形成地域
- 景観形成重要建造物等

- 景観形成地区（口銀谷）
- 景観形成重要建造物等（平福）
- 広域景観形成地域
2.西播磨海岸地域・室津

- 山陰海岸ジオパーク
（大引きの鼻）
- ひょうごの森百選
（原不動滝）
- 家島十景
（監館眺望）

#### 文化施設
博物館・美術館
水族館
- 神戸須磨シーワールド
- 姫路市立水族館
- 城崎マリンワールド
- アクア東条

- 兵庫県公館
- 兵庫県立美術館
- 姫路市立美術館

#### その他
- 山陰海岸ジオパーク
- ひょうごの森百選
- 家島十景

### 公園等

#### 国立・国定・国営公園
- 国立公園
  - 瀬戸内海国立公園
  - 山陰海岸国立公園
- 国定公園
  - 氷ノ山後山那岐山国定公園
- 国営公園
  - 国営明石海峡公園

- 瀬戸内海国立公園
（大浜海岸）
- 山陰海岸国立公園
（竹野浜）
- 氷ノ山後山那岐山国定公園（瀞川平）
- 国営明石海峡公園

#### ラムサール条約登録地域
- 円山川下流域・周辺水田

- 円山川下流域・周辺水田
(ハチゴロウの戸島湿地)

#### 県立自然公園
- 多紀連山県立自然公園
- 猪名川渓谷県立自然公園
- 清水東条湖立杭県立自然公園
- 朝来群山県立自然公園
- 音水ちくさ県立自然公園
- 但馬山岳県立自然公園
- 西播丘陵県立自然公園
- 出石糸井県立自然公園
- 播磨中部丘陵県立自然公園
- 雪彦峰山県立自然公園
- 笠形山千ヶ峰県立自然公園

- 多紀連山県立自然公園
（小金ヶ嶽）
- 音水ちくさ県立自然公園
（音水渓谷）
- 但馬山岳県立自然公園
（鉢伏高原）
- 雪彦峰山県立自然公園

#### 県立都市公園
- 兵庫県立淡路島公園（淡路市）
- 兵庫県立有馬富士公園（三田市）
- 兵庫県立西はりま天文台公園（佐用町）
- 兵庫県立明石公園（明石市）
- 兵庫県立明石西公園（明石市）
- 兵庫県立赤穂海浜公園（赤穂市）
- 兵庫県立高砂海浜公園（高砂市）
- 兵庫県立甲山森林公園（西宮市）
- 兵庫県立三木山森林公園（三木市）
- 兵庫県立コウノトリの郷公園（豊岡市）
- 兵庫県立一庫公園（川西市）
- 兵庫県立淡路香りの公園（淡路市）
- 兵庫県立但馬牧場公園（新温泉町）
- 兵庫県立播磨中央公園（加東市）
- 兵庫県立北播磨余暇村公園（多可町）
- 兵庫県立淡路佐野運動公園（淡路市）
- 兵庫県立フラワーセンター（加西市）

- 兵庫県立明石公園
- 兵庫県立甲山森林公園
- 兵庫県立播磨中央公園
- 兵庫県立フラワーセンター

#### 大型公園・動物園・植物園・遊園地
大型公園
動物園・植物園・遊園地
- 神戸市立王子動物園
- 姫路市立動物園
- 姫路セントラルパーク
- 龍野公園動物園
- 神戸どうぶつ王国
- 淡路ファームパーク イングランドの丘
- 六甲高山植物園
- 尼崎市都市緑化植物園
- 兵庫県立フラワーセンター
- 兵庫県立淡路夢舞台温室あわじグリーン館
- 布引ハーブ園
- 但馬高原植物園
- 手柄山温室植物園
- 神戸市立森林植物園
- 神戸市立フルーツ・フラワーパーク
- 須磨浦山上遊園
- モザイクガーデン
- ひめじ手柄山遊園
- 赤穂海浜公園
- 淡路ワールドパークONOKORO

- 須磨離宮公園
- あさご芸術の森
- 神戸市立王子動物園
- ひめじ手柄山遊園

#### 恋人の聖地
- 赤穂御崎
- 大野アルプスランド
- 神戸淡路鳴門自動車道/淡路サービスエリア
- 竹田城跡
- 浜坂県民サンビーチ／松の庭

- 赤穂御崎
- 淡路サービスエリア
- 竹田城跡
- 浜坂県民サンビーチ

### 祭事・行事
- 但馬三大祭り
- 播州の秋祭り
  - 灘のけんか祭り（姫路市）
  - 大宮八幡宮例大祭（三木市）
- 神戸ジャズストリート
- 神戸まつり
- 神戸ルミナリエ

- 但馬三大祭り
（お走りさん）
- 灘のけんか祭り
- 大宮八幡宮例大祭
- 神戸まつり

## 地域別

### 神戸市
- 東灘区 - 白鶴酒造資料館、弓弦羽神社、神戸ファッション美術館、菊正宗酒造記念館、神戸酒心館、住吉川、神戸市立小磯記念美術館
- 灘区 - 神戸市立王子動物園、六甲山(ROKKO森の音ミュージアム、神戸市立六甲山牧場、六甲山フィールド・アスレチック、六甲ケーブル、六甲枝垂れ、六甲ガーデンテラス、六甲高山植物園、六甲有馬ロープウェーなど)、摩耶山（掬星台からの夜景、摩耶ロープウェーなど）
- 中央区 - 神戸港（メリケンパーク、神戸アンパンマンこどもミュージアム&モール、神戸ポートタワー、ルミナス神戸2、神戸海洋博物館、ハーバーランドなど）、神戸どうぶつ王国、北野町山本通重要伝統的建造物群保存地区（風見鶏の館、うろこの家・うろこ美術館、ウィーン・オーストリアの家、萌黄の館、英国館、香りの家オランダ館など）、南京町、布引ハーブ園・神戸布引ロープウェイ、旧居留地（花時計、旧居留地38番館、東遊園地など）、神戸市役所展望台、神戸市立博物館、元町高架下、布引の滝、神戸国際会館、ポートアイランド（UCCコーヒー博物館、神戸国際展示場、神戸市立青少年科学館など）、北野工房のまち、竹中大工道具館、HAT神戸、相楽園、兵庫県立美術館、湊川神社、北野天満神社、ワールド記念ホール、人と防災未来センター、神戸国際会議場、神戸文化ホール、大倉山公園、生田神社、神戸まつり、Kobe Love Port・みなとまつり、インフィオラータ神戸、神戸ルミナリエ、神戸コレクション、神戸ジャズストリート、神戸スポーツ映画祭、みなとこうべ海上花火大会、COMIN'KOBE
- 兵庫区 - ノエビアスタジアム神戸、湊川公園、真光寺
- 長田区 - 長田神社、鉄板こなもん祭、琉球祭、くつっ子まつり
- 須磨区 - 神戸市立須磨海浜水族園、須磨離宮公園、神戸総合運動公園、須磨浦公園、須磨海水浴場、須磨浦山上遊園、須磨海浜公園、須磨寺、車大歳神社の翁舞
- 垂水区 - 三井アウトレットパーク マリンピア神戸、明石海峡大橋、舞子公園、舞子海上プロムナード、五色塚古墳、舞子海水浴場
- 北区 - 有馬温泉（金の湯・銀の湯、湯本坂など）、神戸三田プレミアム・アウトレット、しあわせの村、キリンビール神戸工場、神戸市立森林植物園、瑞宝寺公園、道の駅神戸フルーツ・フラワーパーク大沢
- 西区 - グリコピア神戸、神戸市立農業公園、太山寺、伊川谷惣社 秋祭り

- 六甲枝垂れ
- 旧居留地
- 神戸港
- 有馬温泉

### 阪神
- 尼崎市 - 武庫川河川敷緑地、西武庫公園、世界の貯金箱博物館、尼崎市総合文化センター、上坂部西公園、元浜緑地、尼崎スポーツ公園、寺町（長遠寺など）、園田競馬場、尼崎城、松原神社秋季大祭
- 西宮市 - キッザニア甲子園、阪神甲子園球場、阪急西宮ガーデンズ、関西学院大学、西宮神社、武田尾温泉、夙川公園、西宮市貝類館、甲山、新西宮ヨットハーバー、西宮市大谷記念美術館、兵庫県立芸術文化センター、廣田神社、門戸厄神、北山緑化植物園
- 芦屋市 - 芦屋市谷崎潤一郎記念館、芦屋市立美術博物館、芦屋公園、芦屋市総合公園、芦屋川、旧山邑家住宅、芦屋サマーカーニバル

- 世界の貯金箱博物館
- 芦屋市立美術博物館
- 夙川公園
- 西宮神社

### 阪神北
- 伊丹市 - 伊丹スカイパーク、昆陽池公園、伊丹市昆虫館、伊丹スポーツセンター、荒牧バラ公園、伊丹城址、みやのまえ文化の郷（伊丹市立美術館、旧岡田家住宅、柿衞文庫、旧石橋家住宅など）、伊丹市立ローラースケート場、伊丹市立こども文化科学館、緑ヶ丘公園、伊丹マダン、鳴く虫と郷町、宮前ふとん太鼓巡行
- 宝塚市 - 宝塚大劇場、中山寺、宝塚市立手塚治虫記念館、あいあいパーク、宝塚温泉、花のみち、小浜宿、清荒神清澄寺、兵庫県立宝塚西谷の森公園、宝塚ガーデンフィールズ、宝塚観光花火大会、宝塚映画祭
- 川西市 - 能勢電鉄妙見の森ケーブル、一庫ダム、能勢妙見山、多田神社、満願寺、源氏まつり、猪名川花火大会
- 三田市 - 兵庫県立有馬富士公園、住吉神社、兵庫県立人と自然の博物館、農協市場館 パスカルさんだ、花のじゅうたん、花山院菩提寺、三田市野外活動センター、永澤寺、御霊神社、三田温泉、三田マダン
- 猪名川町 - 戸隠神社、大野山、東光寺、道の駅いながわ

- 伊丹スカイパーク
- 宝塚大劇場
- 多田神社
- 御霊神社

### 東播磨
- 明石市 - 兵庫県立明石公園、住吉神社、明石市立天文科学館、大蔵海岸、明石城、石ヶ谷公園、兵庫県立明石西公園、ピオレ明石、林崎海水浴場、明石海浜公園、薬師院、松江海水浴場、大窪八幡宮秋祭り
- 加古川市 - 住吉神社、加古川温泉、高御位山、鶴林寺、加古川ウェルネスパーク、安楽寺、加古川海洋文化センター、日岡山公園・日岡神社、みとろフルーツパーク、城山、平荘湖、宗佐厄神八幡神社、春日神社、踊っこまつり
- 高砂市 - 生石神社・石の宝殿、鹿嶋神社、曽根天満宮、市ノ池公園、兵庫県立高砂海浜公園、高砂神社
- 稲美町 -
- 播磨町 - 大中遺跡

- 明石市立天文科学館
- 日岡山公園
- 高砂神社

### 北播磨
- 西脇市 - 日本へそ公園、六所神社
- 三木市 - 三木ホースランドパーク・道の駅みき、吉川温泉、兵庫県立三木山森林公園、NESTA RESORT KOBE、みきマルシェ、三木金物まつり、みなぎの書道展、三木夏まつり花火大会、三木さんさんまつり、三木げんきまつり
- 小野市 - 小野市立ひまわりの丘公園、白雲谷温泉、浄土寺
- 加西市 - 住吉神社、北条鉄道、日吉神社、兵庫県立フラワーセンター、一乗寺
- 加東市 - 東条湖おもちゃ王国、兵庫県立播磨中央公園、安国寺、滝野温泉ぽかぽ、清水寺、東条湖、平池公園、千鳥川桜堤公園、道の駅とうじょう、上鴨川住吉神社神事舞、千燈会
- 多可町 - 多可町余暇村公園、極楽寺、ラベンダーパーク多可、バイカモ群生地

- 日本へそ公園
- 小野市立ひまわりの丘公園
- 三木金物まつり
- 東条湖

### 中播磨
- 姫路市 - 世界遺産姫路城（特別史跡、国宝）・姫路公園、姫路セントラルパーク、書写山（書写山ロープウェイ、圓教寺など）、姫路市立動物園、好古園、太陽公園、姫路市立水族館、兵庫県立歴史博物館、姫路市立美術館、イーグレひめじ、手柄山平和公園、大手前通り、家島十景、的形海水浴場、姫路文学館、姫路科学館、姫路ばら園、雪彦山、小赤壁、日本玩具博物館、姫路ゆかたまつり、灘のけんか祭り、姫路みなと祭海上花火大会
- 神河町 - ヨーデルの森、砥峰高原、新田ふるさと村、日吉神社、神崎いこいの村、峰山高原、黒岩の滝
- 市川町 - かさがた温泉せせらぎの湯
- 福崎町 - もちむぎのやかた、柳田國男生家

- 圓教寺
- 姫路セントラルパーク
- 砥峰高原
- 柳田國男生家

### 西播磨
- 相生市 - 相生市立水産物市場、羅漢の里、道の駅あいおい白龍城、相生ペーロン祭
- たつの市 - 揖保乃糸資料館、港町室津、童謡「赤とんぼ」の舞台である城下町と龍野城址、うすくち龍野醤油資料館、東山公園、新舞子海水浴場、綾部山梅林、円光寺、御津自然観察公園、龍野公園、揖保川せせらぎ公園、道の駅みつ
- 赤穂市 - 兵庫県立赤穂海浜公園、御崎と赤穂御崎温泉、忠臣蔵の舞台である赤穂城址と赤穂大石神社、花岳寺、海の駅しおさい市場、赤穂市立海洋科学館、伊和都比売神社、普門寺、赤穂唐船サンビーチ、港町の坂越、坂越の船祭り、赤穂義士祭
- 宍粟市 - 原不動滝、引原ダム、ちくさ高原・ちくさ高原スキー場、せせらぎ公園、大歳神社、山崎八幡神社、三室渓谷フィッシングセンター、与位の洞門、伊和神社
- 太子町 -
- 佐用町 - SPring-8・兵庫県立西はりま天文台などの世界的科学施設、南光ヒマワリ畑、播州平福しゃくなげの里、味わいの里みかづきルピナス畑、平福宿・利神城・上月城等の歴史遺産
- 上郡町 -

- 相生ペーロン祭
- 室津
- 赤穂城
- 与位の洞門

### 丹波
- 丹波篠山市 - 国の史跡篠山城跡と篠山市篠山伝統的建造物群保存地区（河原町妻入商家群など）、こんだ薬師温泉、ユニトピアささやま、立杭陶の郷、大正ロマン館、兵庫陶芸美術館、丹波篠山渓谷の森公園、古市、国の史跡八上城跡、デカンショ祭、宿場一夜夢街道
- 丹波市 - 高山寺、石龕寺、円通寺、白毫寺、国の史跡黒井城と興禅寺、木の根橋、道の駅丹波おばあちゃんの里、愛宕祭、国領水無月祭、市島川裾まつり、大生部兵主神社春の大祭

- 河原町妻入商家群
- 興禅寺

### 但馬
- 豊岡市 - 城崎温泉、城崎マリンワールド、出石城跡と城下町の重伝建「出石」（辰鼓楼など）、大円寺、城崎ロープウェイ、コウノトリの郷公園、竹野海岸（竹野浜、はさかり岩、切浜海水浴場など）、玄武洞・青龍洞、植村直己冒険館、極楽寺、なんじゃもんじゃの木、円通寺、出石温泉、城崎文学散歩道・城崎町文芸館、日和山海岸、安国寺、温泉寺、金剛寺、東山公園、兵庫県立円山川公苑、北前館、観音寺、気比の浜、神鍋高原（アップかんなべスキー場、奥神鍋スキー場など）、阿瀬渓谷、松岡の御柱祭、たんとうチューリップまつり、柳まつり、大石りくまつり、出石磁器トリエンナーレ、出石初午大祭、城崎温泉夏物語、たけの海上花火大会、ジジババオコシ、田ノ口の賽の神祭り、とよおか津居山港かにまつり、日出神社の千本餅つき、広井の万灯火祭り
- 養父市 - 天滝・天滝渓谷、氷ノ山、ほたるの里、ハチ高原（鉢伏山など）、但馬妙見山、ハイパーボウル東鉢、樽見の大ザクラ、あゆ公園、ハチ高原スキー場、道の駅但馬楽座、道の駅やぶ、道の駅ようか但馬蔵、お走りさん、ねっていずもう
- 朝来市 - 国の史跡竹田城跡、国の史跡生野銀山と口銀谷、黒川温泉、よふど温泉、立雲峡、あさご芸術の森、白井大町藤公園、神子畑選鉱所、ムーセ旧居、道の駅あさご、和田山地蔵祭
- 香美町 - 余部橋梁、かすみ朝市センター、大乗寺、猿尾滝、香住温泉、鉢伏山、但馬高原植物園、長楽寺、香住海岸（今子浦海水浴場、三田浜海水浴場、香住浜海水浴場、佐津海水浴場など）、ハチ北高原、スカイバレイスキー場、兵庫県立木の殿堂、黒島、白石島、小代温泉、おじろスキー場、小代（「日本で最も美しい村」連合に加盟認定）、瀞川平（兵庫県観光百選第1位）、道の駅あまるべ、道の駅ハチ北、香住ふるさとまつり、かすみかに感謝祭
- 新温泉町 - 湯村温泉、兵庫県立但馬牧場公園、浜坂温泉郷、夢千代像、夢千代館、八幡神社、正福寺、泰雲寺のしだれ桜、但馬御火浦、上山高原、但馬牛まつり、歌長太神楽

- 湯村温泉
- 氷ノ山
（氷ノ山国際スキー場）
- 城崎温泉
- 竹野海岸
（竹野浜と猫崎）

### 淡路
- 洲本市 - 洲本城跡、洲本アルチザンスクエア、ウェルネスパーク五色・高田屋嘉兵衛公園、洲本温泉、千光寺、立川水仙郷、大浜海岸、成ヶ島
- 南あわじ市 - 淡路ファームパーク イングランドの丘、淡路人形座、鳴門海峡（大鳴門橋、鳴門の渦潮など）、護国寺、休暇村南淡路、沼島、おのころ島神社、魚彩館、慶野松原、丸山海釣り公園、阿万海岸海水浴場、萬福寺、うずしお温泉、吹上浜、うずの丘大鳴門橋記念館、灘黒岩水仙郷、道の駅うずしお
- 淡路市 - 兵庫県立あわじ花さじき、淡路サービスエリア、淡路ワールドパークONOKORO、伊弉諾神宮、国営明石海峡公園、産直淡路島赤い屋根、パルシェ、兵庫県立淡路島公園、淡路夢舞台、吹き戻しの里、松帆崎、八浄寺、絵島、北淡震災記念公園、道の駅あわじ、道の駅東浦ターミナルパーク、北淡県民サンビーチ

- 淡路夢舞台
- 伊弉諾神宮
- 洲本温泉
- 慶野松原